# Klaus Zyciora

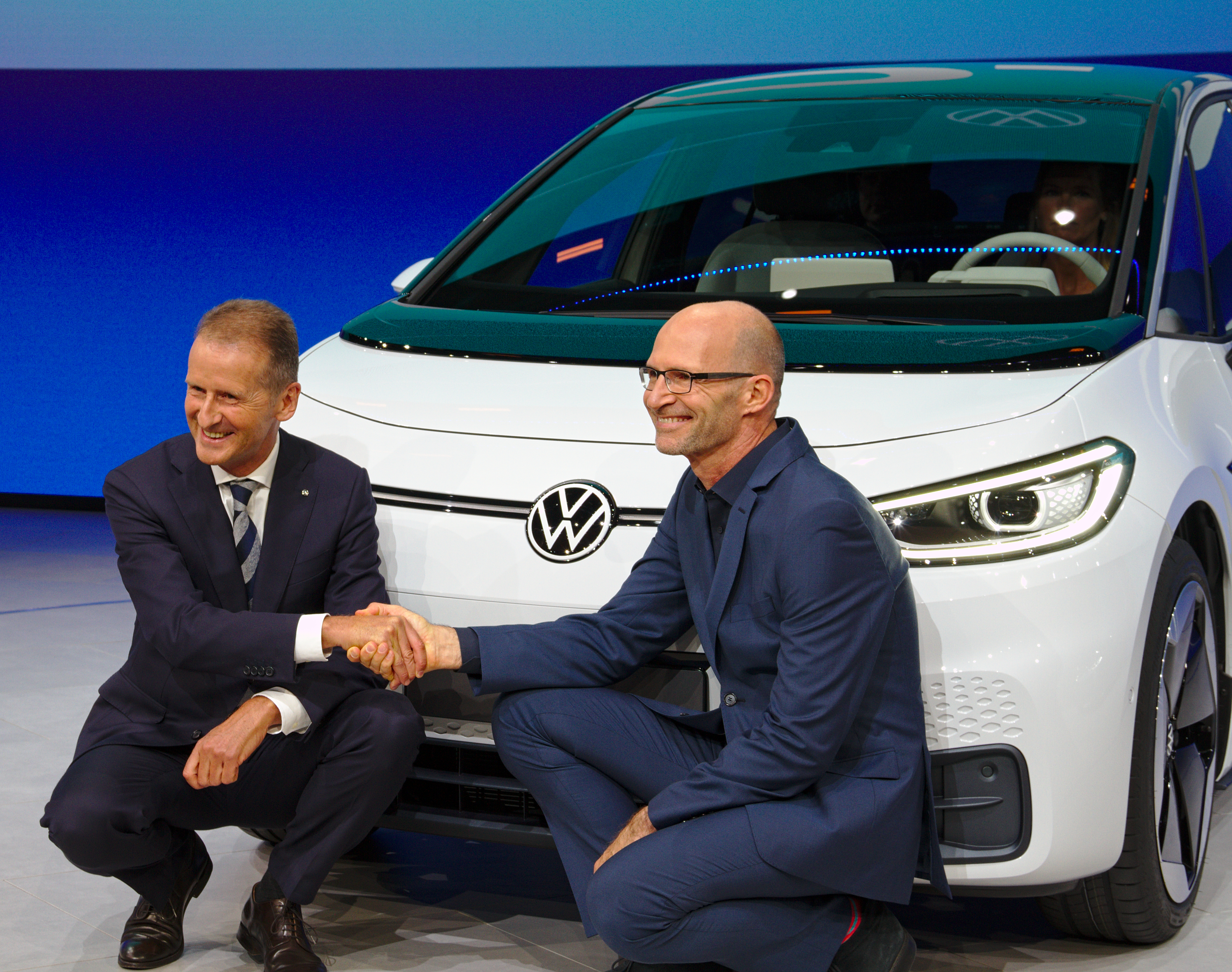
Klaus Zyciora und Herbert Diess auf der IAA 2019

Klaus Zyciora (* 13. Dezember 1961 in Hamburg als Klaus Bischoff) ist ein deutscher Automobildesigner. Er ist Vice President der Chongqing Changan Automobile Company und verantwortlich für das globale Design der Gruppe.

## Leben
Zyciora studierte Industriedesign an der Hochschule für Bildende Künste Braunschweig. Nach seinem Diplomabschluss 1989 begann er bei Volkswagen als Interieurdesigner zu arbeiten. Sein erstes großes Projekt als Automobildesigner war die Mitarbeit am Interieur des Golf IV.
Nach Positionen als Exterieurdesigner und Concept-Designer übernahm Klaus Zyciora 2000 die Leitung des Interieurdesigns und 2002 die Leitung des Exterieurdesigns.
Von 2007 bis April 2020 leitete Zyciora als Executive Director von Volkswagen Design ein Team von über 600 Designern an den Standorten Wolfsburg, Shanghai, São Paulo und Mexiko-Stadt. Das Team entwirft circa 60 Serienmodelle im Jahr.
Von April 2020 bis Ende 2022 verantwortete Klaus Zyciora als Leiter Konzern Design das weltweite Design der 11 Marken des Volkswagen-Konzerns.
Seit Oktober 2023 ist er Vice President der Chongqing Changan Automobile Company und verantwortlich für das globale Design der Gruppe.
Meilensteine seiner Karriere sind der Golf VI, Golf VII und der Golf VIII, die SUV-Baureihen Touareg, Tiguan und T-Roc sowie die Fahrzeuge der ID.-Familie.

## Auszeichnungen
Goldenes Lenkrad
2008 Volkswagen Polo 5
2008 Volkswagen Golf 6
2010 Volkswagen Sharan 2
2011 Volkswagen Up! 1
2013 Volkswagen Golf 7
2014 Volkswagen Golf Sportsvan 2, Passat 7
2017 Volkswagen Arteon 2
2022 Volkswagen ID.Buzz
World Car of the Year
2010 Volkswagen Polo 5
2012 Volkswagen UP!
2013 Volkswagen Golf 7
2021 Volkswagen ID.4
German Car of the Year
2023 Volkswagen ID.Buzz
2024 Volkswagen ID.7
PLUS X GOLD Awards
2015 Volkswagen Designteam of the year
2017 Volkswagen Most innovative Brand
2018 Volkswagen Most innovative Brand
2019 Volkswagen Most innovative Brand
2020 Volkswagen Most innovative Brand
Plus X Award Best Product
Volkswagen Tiguan Allspace
Volkswagen Atlas-Teramont
Volkswagen ID.VIZZION
Volkswagen T-Roc
Volkswagen Polo
Volkswagen THARU
Volkswagen T-Cross
Volkswagen Golf
IF Awards
Volkswagen T-Roc
Volkswagen ID. Showcar
Volkswagen Touran
Volkswagen Tiguan 2
Volkswagen Golf R 7
Volkswagen Golf Sportsvan 2
Volkswagen Passat Variant 7
Volkswagen Golf Convertible 6
Volkswagen Touareg 2
Volkswagen Touareg 1
Volkswagen Passat CC 1
Volkswagen EOS Convertible 1
Volkswagen blue e-motion Charger
Volkswagen Bora 1
Volkswagen New Beetle 1
IF Awards GOLD
Volkswagen Passat 7
Volkswagen Passat 5
Volkswagen Passat Variant 6
Volkswagen Golf 7
Volkswagen Golf Variant 7
Volkswagen Golf 6
Volkswagen Tiguan 1
Volkswagen UP! 1
Volkswagen Polo 6
Volkswagen Phaeton 1

## Die ID.-Familie
Die ID.-Familie bezieht sich mit dem geschlossenen Gesicht ohne Kühlergrill auf die Wurzeln der Designidentität von Volkswagen, die mit dem Käfer und dem T1 begründet wurde.
Das Designkonzept soll sich durch lange, nahtlose Übergänge für eine sinnliche, fließende Ästhetik auszeichnen. Licht soll zum Designmerkmal und Sinnbild für die elektrische Mobilität werden.
Mit dem Design soll eine eigenständige E-Familienidentität geschaffen werden und die Autos auf den ersten Blick als elektrisch erkennbar sein. Am AVAS-Soundprofil der ID.-Familie sollen Passanten „gleich hören, dass die Zukunft vorbeifährt.“

## Designs
Im Laufe seiner über 30-jährigen Karriere bei Volkswagen war Klaus Zyciora an einer Vielzahl von Autodesigns federführend beteiligt, u. a.:

### Exterieur Design
- ID.3
- ID.4[38], ID.4 GTX[39]
- ID.5, ID.5 GTX[40]
- ID.6
- ID.7
- ID. Buzz[41]
- Golf VI, VII, VIII
- Tiguan
- T-Cross
- Touareg
- Arteon[42]
- Passat[43]
- Polo
- Phaeton[44]
- Phaeton II[45]
- T-Roc
- Tarok[46]
- XL1[47]
- Atlas[48] und Atlas Cross Sport[49]
- JETTA[50][51]
- Scout[52]
- up!
- Changan Nevo Q07
- Changan Nevo A06
- Changan Nevo A05

### Interieur Design
- Bugatti Veyron[53]
- ID.3
- ID.4, ID.4 GTX
- ID.5, ID.5 GTX
- ID.6
- ID.7
- ID.BUZZ
- Golf V[54] , Golf VI, VII, VIII
- Tiguan
- Touareg
- Polo
- Passat
- T-Roc
- T-Cross
- up!
- Phaeton

### Concept Cars
- ID.
- ID.AERO
- ID. BUZZ
- ID. Crozz
- ID.Vizzion[55]
- ID. Space Vizzion
- ID. Buggy
- ID.ROOMZZ[56]
- XL1[57]
- Atlas Tanoak[58]